# Mohammad Massad
Mohammad Massad Al-Muwallid (17 febbraio 1983) è un ex calciatore saudita.

## Carriera
Ha partecipato ai Mondiali 2006 con la Nazionale saudita.